# JR貨物UT03C形コンテナ
UT03C形コンテナ（UT03Cがたコンテナ）は、日本貨物鉄道（JR貨物）輸送用として籍を編入している、20 ft形の私有コンテナ（タンクコンテナ）である。2007年（平成19年）4月現在、8個在籍している。

## 概要
本形式の数字部位 「 3 」は、コンテナの容積を元に決定される。このコンテナ容積3  ㎥の算出は、厳密には端数を四捨五入計算の為に、内容積が2.5 - 3.4 ㎥の間に属するコンテナが対象となる。また形式末尾のアルファベット一桁部位 「 C 」は、コンテナの使用用途（主たる目的）が 「 危険品の輸送 」を表す記号として付与されている。

## 番台毎の概要

### 5000番台
5001
日本陸運産業が所有する臭素専用コンテナ。
5002
所有者・専用種別不明。
5003 - 5010
東ソー物流（旧・東洋港運）が所有し、東ソーが借受ける臭素専用コンテナ。総重量は13.5 t。